# Le Marin qui abandonna la mer
Pour plus de détails, voir Fiche technique et Distribution.
Le marin qui abandonna la mer (The Sailor Who Fell from Grace with the Sea) est un film britannique réalisé par Lewis John Carlino, sorti en 1976, d'après la nouvelle Le Marin rejeté par la mer (午後の曳航 / Gogo no eiko) de Yukio Mishima.

## Synopsis
Jonathan Osborne a 14 ans et est orphelin de père. Il fait partie d'un groupe dirigé par un garçon sadique néo-nietzschéen qui se fait appeler "Le Chef". Sa mère Anne rêve encore toutes les nuits de son mari décédé trois ans plus tôt. Lorsqu'un grand navire marchand fait escale dans le port, Anne organise une visite du vaisseau avec son fils. Ils y rencontrent le second officier, Jim Cameron. Jim se prend d'affection autant pour le garçon que pour sa mère, avec qui il finit par avoir une relation sexuelle. Jonathan en est témoin et entre alors dans une rage folle de jalousie. Alors que Jim retourne en mer, Jonathan révèle son sentiment au chef du groupe. Lorsque Jim revient pour abandonner sa vie en mer et s'installer définitivement avec Anne, le Chef et les garçons concoctent un sinistre complot pour éliminer l'intrus.

## Fiche technique
- Titre : Le marin qui abandonna la mer
- Titre original : The Sailor Who Fell from Grace with the Sea
- Réalisation : Lewis John Carlino
- Scénario : Lewis John Carlino, d'après le roman Le Marin rejeté par la mer (午後の曳航 / Gogo no eiko) de Yukio Mishima
- Direction artistique : Brian Ackland-Snow
- Décors : Ted Haworth
- Costumes : Lee Pol
- Photographie : Douglas Slocombe
- Montage : Antony Gibbs (en)
- Musique : Johnny Mandel[1]
- Production : Martin Poll
  - Production associée : David White
- Société(s) de production : AVCO Embassy Pictures, Martin Poll-Lewis John Carlino Production, Sailor Company
- Société(s) de distribution : Fox-Rank (Royaume-Uni)
- Pays d'origine : Royaume-Uni
- Année : 1976
- Langue originale : anglais
- Format : couleur (Technicolor) — 35 mm — 2,35:1 — mono
- Genre : drame, thriller, mystère
- Durée : 105 minutes
- Dates de sortie : 
  -  États-Unis : 11 avril 1976
  -  France : 6 octobre 1976
- Classification :
  -  France : Interdit aux mineurs de moins de 16 ans[2]

## Distribution
- Sarah Miles (VF : Michèle Montel) : Anne Osborne
- Kris Kristofferson (VF : Bernard Tiphaine) : Jim Cameron
- Jonathan Kahn (VF : Vincent Ropion) : Jonathan Osborne
- Margo Cunningham : Mrs. Palmer
- Earl Rhodes (VF : Marie-Martine) : Chef
- Paul Tropea : Numéro Deux
- Gary Lock : Numéro Quatre
- Stephen Black : Numéro Cinq
- Peter Clapham (VF : Jean Berger) : Richard Pettit
- Jennifer Tolman : Mary Ingram

## Distinction

### Nomination
- Golden Globes 1977 :
  - Meilleure actrice dans un film dramatique pour Sarah Miles
  - Révélation masculine de l'année pour Jonathan Kahn